# NGC 1643
NGC 1643 is een spiraalvormig sterrenstelsel in het sterrenbeeld Eridanus. Het hemelobject werd op 28 november 1786 ontdekt door de Duits-Britse astronoom William Herschel.

## Synoniemen
- PGC 15891
- MCG -1-13-1
- IRAS 04412-0524